# Economía de subsistencia
Economía de subsistencia es el sistema económico mundial propio de la sociedad preindustrial, que se basa en la agricultura de subsistencia; con explotaciones, generalmente familiares, que solo alcanzan para la alimentación.  Las economías campesinas de subsistencia son un complejo que varía de cultura a cultura, de año a año, y aún de una estación a otra. Estas economías combinan actividades productivas -agricultura y críanza de animales con actividades extractivas -aserrío, leñateo, caza, pesca, recolección de frutos, semillas, fibras silvestres, hierbas y otros productos no cultivados, minería de aluviones auríferos, etc.- con trabajo remunerado, ya sea en dinero (jornaleo) o como canje por vivienda, por acceso a tierra de cultivo o por producción agrícola o pecuaria. En todas las economías campesinas se dan además actividades artesanales de manufactura: tejidos, cerámica, talla de madera, etc. para producir enseres, utensilios y herramientas para el auto-consumo, el trueque y el comercio. Igualmente, en todas las economías de subsistencia se busca una comercialización de los excedentes de las diversas actividades.
El vector de composición de las actividades de una economía campesina puede cambiar en el corto plazo y en general está sujeto a ciclos, mediados por los pulsos intra-anuales del clima (temperatura, lluvias, vientos…) que definen la fenología (germinación, floración, fructificación, defoliación, etc.) de las plantas silvestres y de cultivo y en menor grado la de la producción animal (nacimiento, crecimiento y reproducción). 
El análisis de las economías campesinas de subsistencia combina la contabilidad del esfuerzo laboral, medido en días·hombre o jornales, dedicados a una actividad durante un año o estación con la rentabilidad, en términos de valor agregado, de la producción derivada de dicha actividad, medida a precios locales de mercado. 
Otra acepción 

La economía de subsistencia es una variante ambientalista la cual establece que la autonomía de los pueblos y las personas depende de tener asegurada la alimentación y la salud, además de que la producción de los mismos debe ser completamente autónoma y evitando la globalización y monopolización.
En caso extremo propone ciertos paraísos utópicos en el que se pretende retomar la agricultura para garantizar la autonomía, libertad y dignidad de cada individuo; así como destruir la organización de las ciudades actualmente y proponer gobiernos anarquistas y socialistas. (Lomelí)

## Crisis de subsistencias
Las crisis de subsistencias eran los periodos de escasez de alimentos producidos por las malas cosechas, que al no poder recurrir a eficaces sistemas y medios de transporte ni disponer de acceso a mercados integrados de dimensión, como mínimo, nacional, producían hambrunas. Estas hambrunas producían a su vez sus propias consecuencias: por un lado desnutrición, enfermedades, mortalidad catastrófica por encima de la ordinaria, ya muy elevada; y por otro lado descontento y estallidos sociales y conflictos que se extendían al ámbito político, militar e incluso ideológico.
Son propias de la época preindustrial, con modos de producción precapitalistas (esclavismo, feudalismo, modo de producción asiático) y predominio absoluto de la agricultura y ganadería en la producción. Los ciclos económicos, en esas circunstancias, se reducían a los ciclos naturales (fundamentalmente ciclos climáticos) y a la mejor o peor adecuación de los sistemas productivos a ellos (mediante el aprovechamiento intensivo o extensivo de las tierras de cultivo, rudimentarias mejoras técnicas, etc.). La disminución de los rendimientos (ley de los rendimientos decrecientes) producida por el aumento de la presión de una población creciente sobre un medio ambiente limitado puede explicar la mayor parte de esas crisis de subsistencia, siguiendo el esquema que propuso Malthus (trampa malthusiana). 
La llegada de los borbones a España con el golpe de Estado de 1700 pudo tener origen, en parte, en que los Fisiócratas intuyesen las revueltas de 1789, por hambre, situación que aprovechó la Burguesía, y quisiesen controlar los trigos de Castilla, y el comercio con las Américas, incluyendo el de esclavos.

Las crisis cíclicas propias del capitalismo bancario o fsriseo tras la revolución industrial tienen explicaciones totalmente diferentes.

## Economía de subsistencia en el México prehispánico y el México independiente
En el período histórico conocido como el México Prehispánico (antes de la llegada de los europeos) las culturas indígenas dominaban el territorio y existía una economía de subsistencia, donde cada familia o grupo de familias cultivaban lo que necesitaban. El comercio entre una cultura y otra variaba considerablemente y tenían grandes parcelas donde practicaban la agricultura, además se dedicaban a intercambiar productos con otras comunidades, sin embargo se considera que esta economía era de subsistencia ya que el objetivo no era el de explotar la tierra para obtener todo el producto posible y así obtener un beneficio material o económico mediante el intercambio con otras comunidades, si no el de alimentar a los miembros de la comunidad con lo necesario, no existía la economía bajo el concepto del capitalismo.
Cuando los españoles empezaron la colonización de América, al principio se respetó la economía de subsistencia con la que vivían los indígenas, pero después empezaron a exigir los pagos o tributos a la corona por lo que se explotaban las tierras y se comenzó a usar la tan conocida “mano de obra” que ha sido una de las bases del colonialismo español en América, esto produjo una gran desigualdad entre españoles, indígenas, criollos, mestizos y otras castas ya que los indígenas eran la mano de obra barata del campo. Con el paso de los años y una vez consumada su independencia, México se convirtió en un país fundamentalmente agrícola pero a lo largo de los siglos el campo sufrió de la marginación y el olvido de los diferentes gobiernos ya que las personas que trabajaban en él seguían viviendo en condiciones deplorables, sin apenas educación y sin acceso a los servicios más básicos como agua potable, electricidad, medicamentos, etcétera, aunado así a la industrialización donde las personas comenzaron a migrar hacia la ciudad, llegando hasta 1936 cuando se realizó la reforma agraria.

## El campo actualmente
El crecimiento agrícola puede llegar a tener un gran potencial de reducción de la pobreza en México, ya que se ha demostrado que el crecimiento agrícola reduce la pobreza extrema, la intensidad de la pobreza y la desigualdad en el ingreso para la sociedad en general. Entonces la falta de dinamismo en el crecimiento agrícola y la ausencia de mejorías en la productividad de la tierra y el trabajo son una amenaza para la reducción de pobreza dentro del ámbito rural; es por eso que una política económica donde se apliquen conceptos de economía de subsistencia, decimos conceptos porque aplicar toda la ideología de una economía de subsistencia resulta utópico. Sin embargo, algunas de sus ideas podría ser de gran ayuda para la disminución de la pobreza en el campo de México para asegurar una agricultura a pequeña escala y el segmento de cultivos de temporal, sería de gran ayuda ya que fomentaría el intercambio de bienes y mejoraría la competitividad; además de que se estarían consumiendo productos regionales en lugar de estar importando productos agrícolas de otros países y regiones.